# 秘鲁中央铁路
秘魯中央鐵路（西班牙語：Ferrocarril Central del Perú），因路线主要經过安第斯山脉又名安地斯山中央鐵路（西班牙語：Ferrocarril Central Andino），是秘鲁中部一条连接海港城市卡亚俄、首都利马与安第斯山区诸省份的准轨铁路，全長535公里。路線於1851年开始铺设，并于20世纪中叶形成现有规模，在中国的青藏鐵路于2006年7月全线通车前，该铁路一直是世界上海拔最高的高原鐵路。

## 历史
拉蒙·卡斯蒂利亚于1845年至1851年担任秘鲁总统期间，开始筹划修筑铁路，以连接首都利马与邻近的太平洋港口卡亚俄:118，该铁路于1851年通车，成为南美洲最早运行的铁路。19世纪60至70年代，秘鲁国库充裕，政府决定扩建铁路至中部山区的拉奧羅亞:124-125，工程由美国企业主亨利·梅格斯承包，工程师埃內斯特·馬里諾夫斯基则负责主持修筑，期间秘鲁政府也招募了大量华工参与修筑，路段遂于1877年通车至奇克拉（Chicla），成为当时世界上海拔最高的铁路，其后因为硝石战争的影响被迫中止修建，清朝游历使傅云龙于1889年访问秘鲁期间，总统安德烈斯·阿韋利諾·卡塞雷斯曾邀请他与各部會首長、各国使节透过该路线游览奇克拉山。1890年，英国与美国取得了该铁路租让权，实际上控制了铁路:142。该铁路后于1893年延伸至拉奧羅亞，又于1906年延伸至拉奥罗亚东南的万卡约:21。以后，为了开采塞罗德帕斯科的矿产，该铁路又从拉奧羅亞修建支线通往当地，此后渐如现状。而铁路全线直到1973年才由秘鲁政府收归国有:21。

## 现况

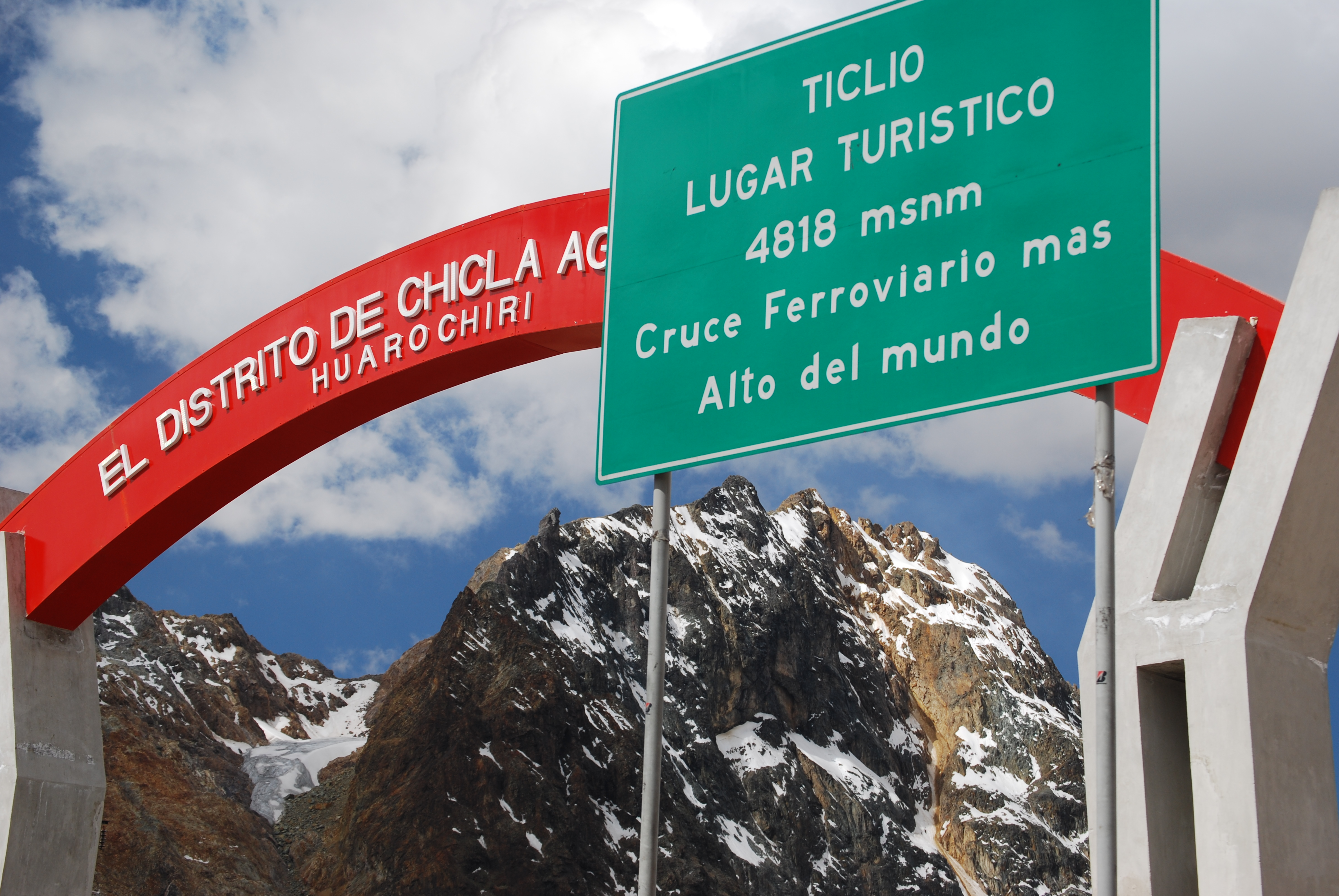
拉西马車站外写有“世界准轨铁路最高点”的看板

秘魯中央鐵路使用标准轨距，全长535公里，现阶段主要承担运输矿石、石油和生活日用品的业务，其主线西起秘鲁最大海港卡亚俄，东至万卡约，途中经过首都利马的德桑帕拉多斯車站以及安第斯山脉:23-27，共设置29座車站，65条隧道，67座桥梁:29-30，包括平行线路在内长约379公里，其中在蒂克利奥站有通往莫罗科查的支线，支线上的拉西马站（La Cima）海拔4,818公尺，曾是世界上海拔最高的准轨铁路車站，直到中国的青藏鐵路全线通车为止，这条支线也已经停运，惟铁轨并未拆除:23。高海拔也导致搭乘列车的旅客有高原反应，因此车厢內也备有氧气袋，以供乘客使用。有时，雪崩也会导致路线堵塞。此外，中央鐵路还在拉奥罗亚分岔出通往塞罗德帕斯科的路线:33，也在万卡约站与通往万卡韦利卡的窄轨铁路相衔接:21。自1999年以来，秘魯中央鐵路由安第斯山中央铁路公司（Ferrocarril Central Andino S.A.）负责管理运营，截至2017年12月31日，公司拥有5家股东，其中4家位于国内，1家为外资企业:6。

## 引用